# Nhiễm sắc thể đa sợi

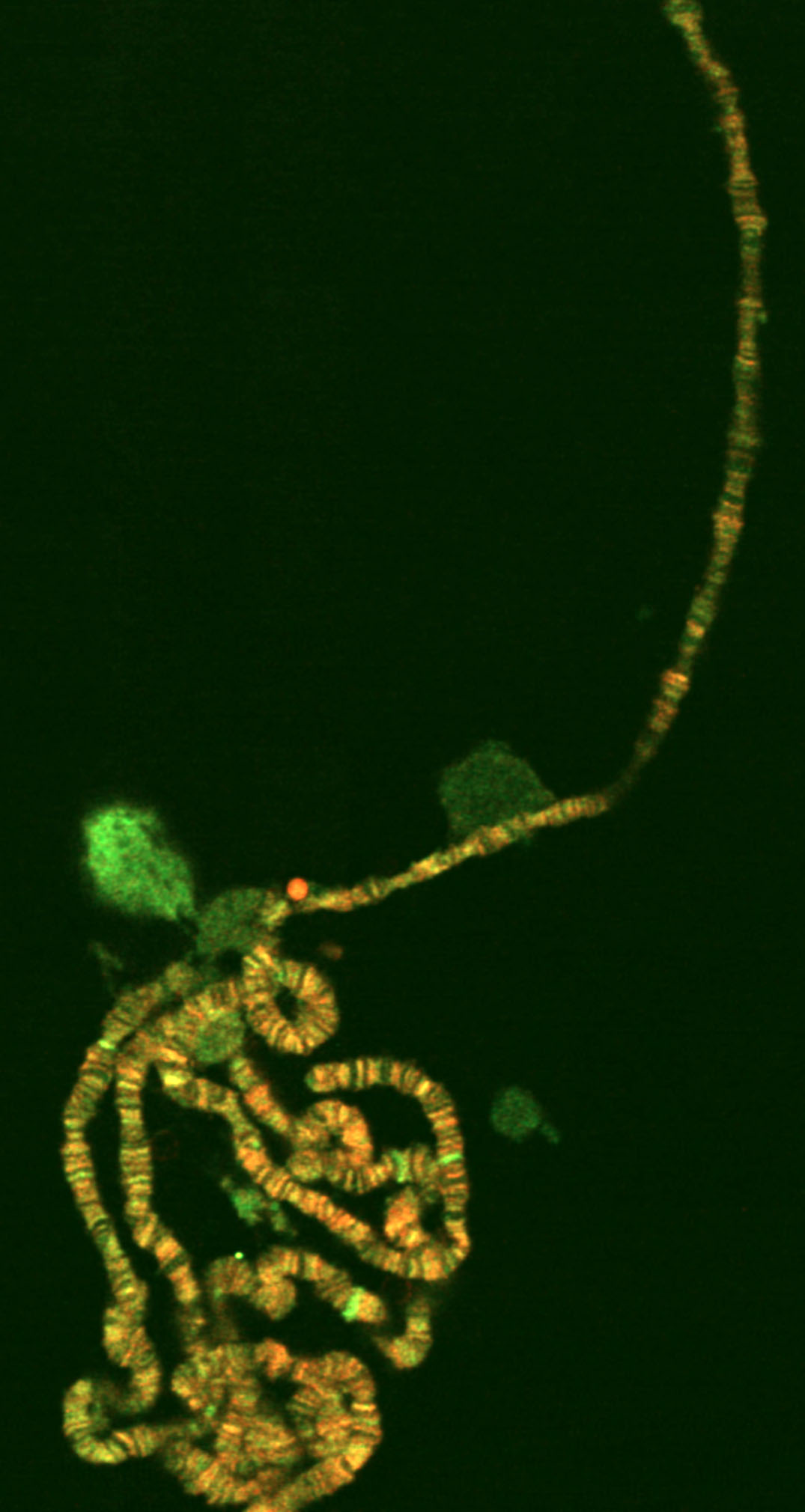
Nhiễm sắc thể đa sợi ở ruồi giấm. Ảnh chụp hiển vi x 5000 lần.

Nhiễm sắc thể đa sợi là loại nhiễm sắc thể gồm nhiều sợi nhỏ, mỗi sợi thường là một phân tử DNA, tạo thành một "bó" lớn gấp bội nhiễm sắc thể bình thường là loại chỉ có một phân tử DNA. Nếu gọi mỗi DNA là một sợi, thì một nhiễm sắc thể đa sợi thường gồm hàng trăm, thậm chí tới hàng ngàn sợi., , 
Thuật ngữ này dịch từ tiếng Anh  polytene chromosome (IPA: /päləˌtēn ˈkroʊməˌsoʊm/) dùng để chỉ loại nhiễm sắc thể gồm rất nhiều nhiễm sắc tử (crô-ma-tit) tập hợp lại thành cấu trúc bó sợi, thường tồn tại phổ biến ở nhiều loài ruồi thuộc bộ hai cánh (Diptera).
Nhiễm sắc thể đa sợi được mô tả và công bố đầu tiên trên thế giới vào năm 1881 nhờ Édouard-Gérard Balbiani (1823-1899). Hiện nay đã phát hiện ở rất nhiều loài động vật không xương sống như: Drosophila (ruồi giấm), muỗi Chironomus  và ruồi Rhynchosciara. Chúng cũng đã được phát hiện ở bọ đuôi bật thuộc lớp Collembola, một số loài động vật nguyên sinh như trùng lông (Ciliophora). Ở ruồi, chúng thường được tìm thấy trong tuyến nước bọt.
Những loại nhiễm sắc thể có kích thước lớn gấp bội như thế được phát hiện vào khoảng cuối thế kỉ XIX được gọi chung là nhiễm sắc thể khổng lồ, tiếng Anh là "giant chromosome" (phiên âm Quốc tế: /ʤaɪənt ˈkroʊməˌsoʊm/), gồm nhiễm sắc thể chổi đèn (cũng gọi là nhiễm sắc thể bàn chải đèn - lampbrush chromosome) và nhiễm sắc thể đa sợi.
Ở bộ hai cánh, các nghiên cứu ban đầu thường phát hiện nhiễm sắc thể đa sợi trong tuyến nước bọt của chúng, nên đã gọi là "nhiễm sắc thể tuyến nước bọt". Về sau, các nghiên cứu kỹ hơn cho thấy kích thước quá lớn của loại nhiễm sắc thể này là do sự có mặt rất nhiều sợi nhỏ mà nay gọi là crô-ma-tit (nhiễm sắc tử), có thể tồn tại ở bộ phận khác ngoài tuyến nước bọt, nên đổi tên là "nhiễm sắc thể đa sợi" (polytene tức là many stranded, chỉ cấu trúc nhiều sợi họp thành). Tuy vậy, tên "nhiễm sắc thể tuyến nước bọt" vẫn còn được dùng trong những trường hợp nhất định.

## Cấu trúc
- Nhiễm sắc thể đa sợi được hình thành chủ yếu do phân tử DNA cấu tạo nên nhiễm sắc thể ban đầu nhân đôi nhiều lần nhưng lại không được phân ly trong mỗi lần phân bào. Do đó, từ một "sợi" ban đầu tạo thành một bó "đa sợi", mỗi bó gồm rất nhiều nhiễm sắc tử. Chẳng hạn như ở tuyến nước bọt của ruồi giấm, một nhiễm sắc thể đa sợi này có tới 1024 crô-ma-tit.[6]
- Vì nhân đôi nhưng không chia đôi, nên bó này gồm các sợi song song nhau và dính với nhau, chung tâm động ban đầu, có các dải chất nhiễm sắc và dị nhiễm sắc gần như tương đương nhau, nên cả bó tuy gồm nhiều sợi, nhưng mỗi sợi đều có các vạch (dải) nhuộm màu khá đồng nhất (hình 2). Trong mỗi nhiễm sắc thể đa sợi này các dải màu tối nhiều DNA hơn, còn dải sáng màu nhiều RNA hơn. Lượng DNA trong các dải xen kẽ dao động từ 0,8 - 25%. Vùng dị nhiễm sắc gọi là heterochromatin, còn vùng nhiễm sắc thực gọi là euchromatin.
- Mỗi nhiễm sắc thể đa sợi này trung bình dài khoảng 0,5mm và đường kính khoảng 20 μm. Dọc theo chiều dài của nó, có những chỗ phình to, do các sợi ở đây không kết dính nhau hoàn toàn và có thể nghiên cứu phiên mã ở vị trí này.[7]
- Mỗi nhiễm sắc thể đa sợi dù có nhiều sợi đến đâu, thì các sợi này đều là những nhiễm sắc thể tương đồng, có cùng nguồn gốc phát sinh trong quá trình nội nhân đôi (endoreplication). Nhiễm sắc thể có thể có các đoạn uốn cong lại, tạo nên vòng bên, được gọi là vòng Balbiani theo tên của nhà nghiên cứu đã phát hiện ra nhiễm sắc thể này. Vòng Balbiani hình thành từ DNA kết hợp với RNA và prôtêin.

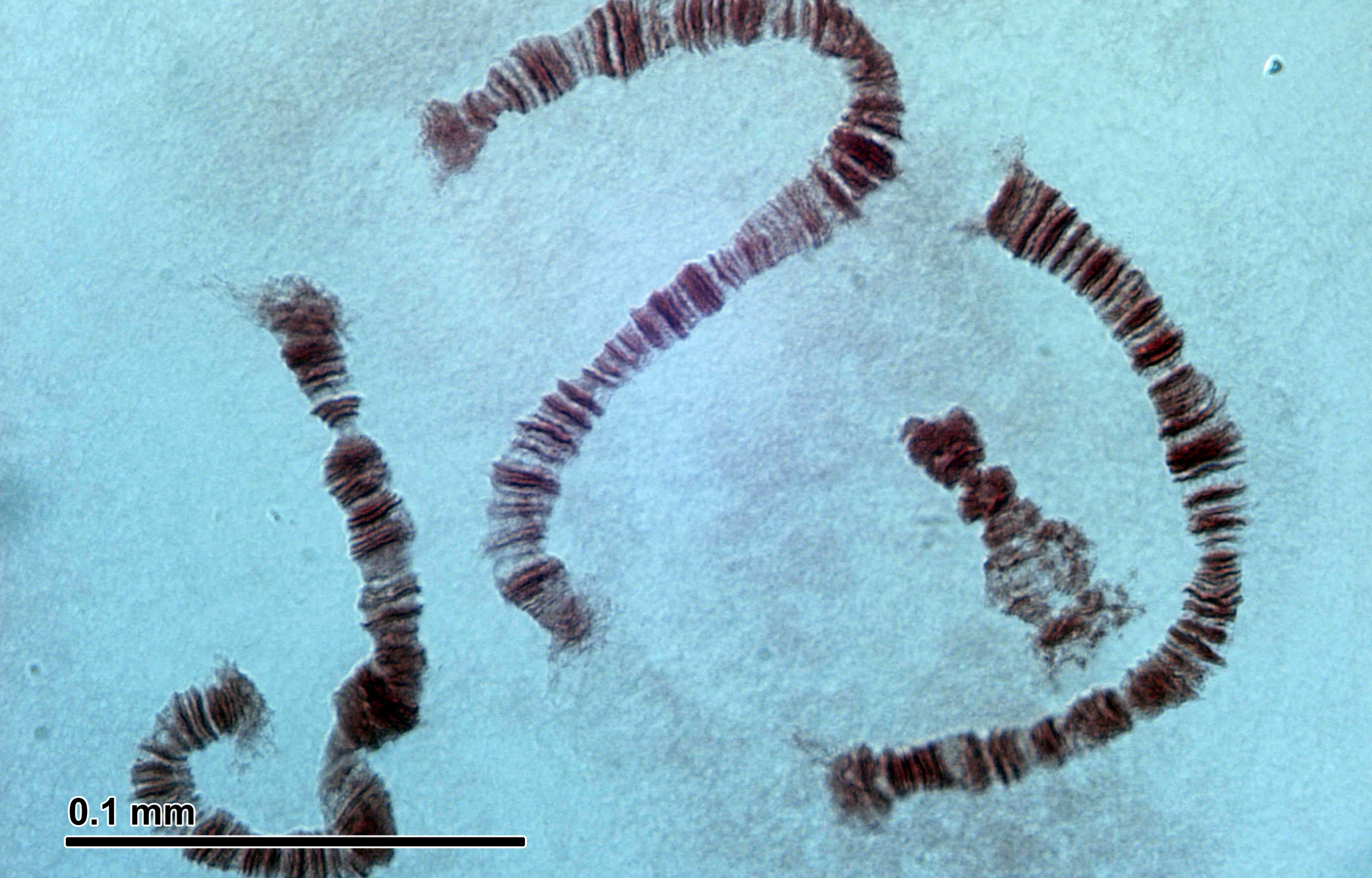
Nhiễm sắc thể đa sợi tuyến nước bọt Chironomidae.
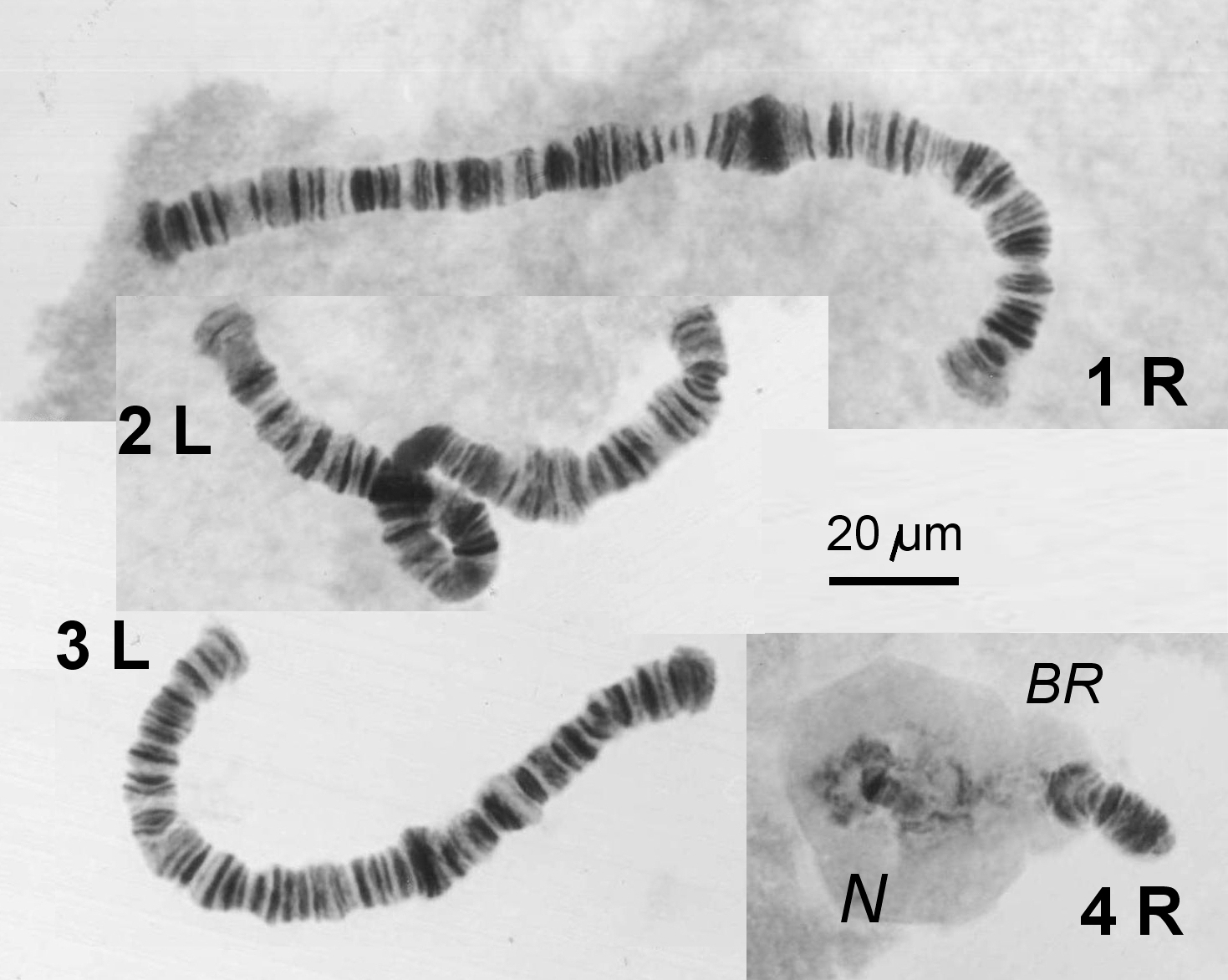
Ở tuyến nước bọt sâu non Chironomus riparius Meigen 1804. L = cánh trái, R = cánh phải, BR = vòng Balbiani, N = nhân.
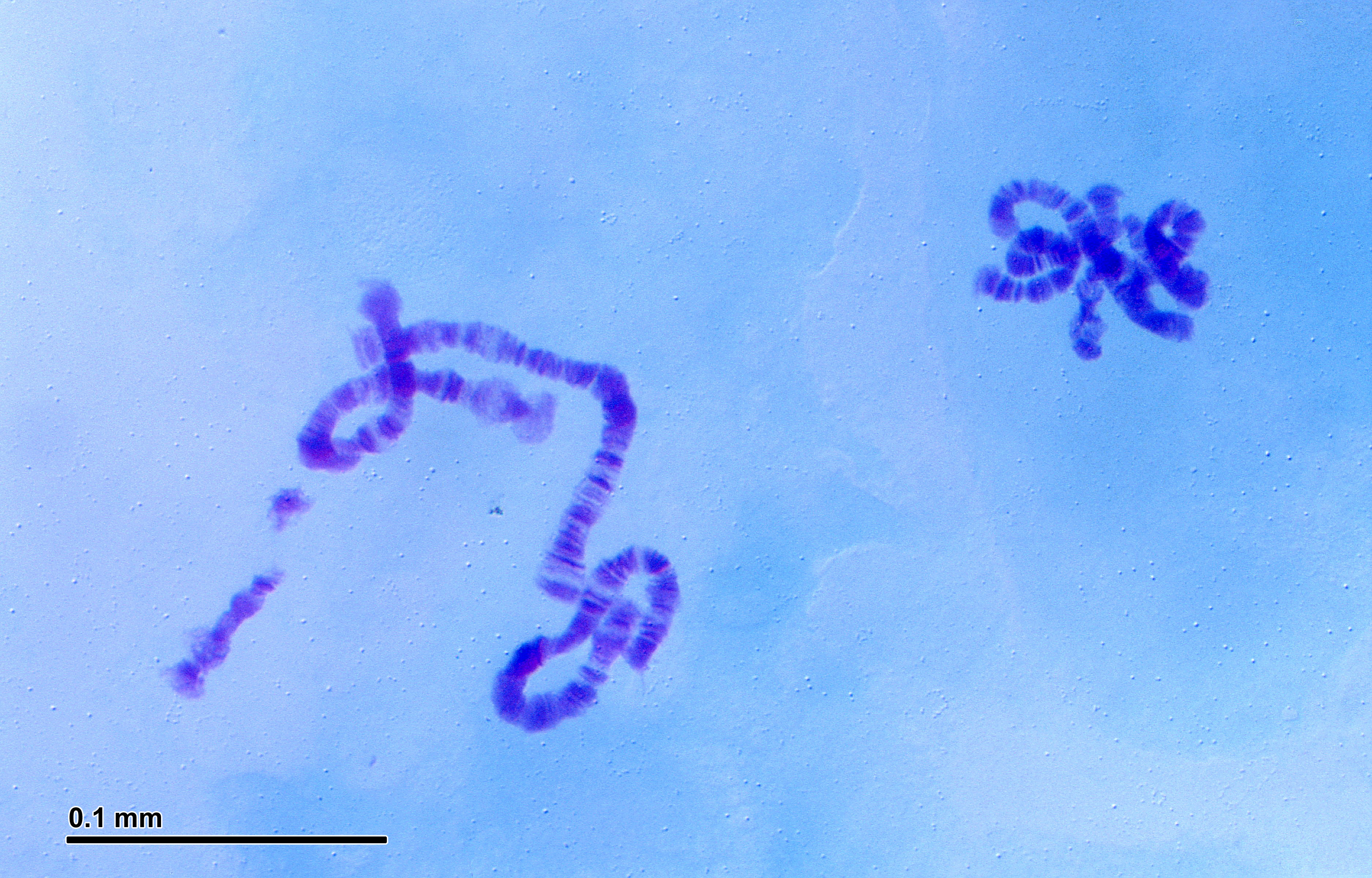
Ở tuyến nước bọt của ấu trùng muỗi vằn.

## Vai trò
- Trong đời sống của khá nhiều loài sinh vật có loại nhiễm sắc thể đa sợi này, chức năng của chúng chưa thể tìm hiểu hết. Nhưng người ta cho rằng ấu trùng (sâu non) có loại nhiễm sắc thể đa sợi này sẽ tạo điều kiện cho sâu non phát triển nhanh hơn, bởi vì đơn giản là mỗi tế bào có nhiều bản sao của mỗi gen, nên có thể phiên mã với tốc độ cao hơn nhiều so với chỉ có hai bản sao trong các tế bào lưỡng bội bình thường, nhờ đó mới đáp ứng được nhu cầu phát triển ở giai đoạn sâu non.
- Trong nghiên cứu khoa học, nhiễm sắc thể đa sợi này rất nổi tiếng và được nghiên cứu nhiều vào khoảng nửa đầu của thế kỷ XX - là thời kỳ kỹ thuật hiển vi điện tử chưa ra đời, chưa có công nghệ gen và PCR, nhất là chưa có khái niệm chính xác về gen. Ở thời kỳ đó, nhiễm sắc thể đa sợi này được xem như là mô hình để tìm hiểu một trong nhiều bí ẩn về di truyền mà khoa học chưa biết. Năm 2004 một số nhà di truyền học đã tổ chức cuộc sinh hoạt chuyên môn như là một buổi kỷ niệm 70 năm thành tựu nghiên cứu về nhiễm sắc thể đa sợi này kể từ năm 1934, vì chúng đã phục vụ như một mô hình xuất sắc cho một loạt các thí nghiệm di truyền. Sử dụng nhiễm sắc thể đa sợi, nhiều hiện tượng sinh học đã được phát hiện.
- Ngày nay, tuy số lượng các nghiên cứu về nhiễm sắc thể đa sợi này đã ít đi, nhưng trong dự án bộ gen ruồi giấm có sử dụng nhiễm sắc thể đa sợi làm khung nền cho bản đồ.  Chúng còn được dùng để hỗ trợ lập bản đồ nhiễm sắc thể, xác định các đột biến nhiễm sắc thể và giám định trong phân loại. Chúng còn được sử dụng để nghiên cứu chức năng của các gen trong phiên mã.[8] Phân tích về tổ chức chung của tự sao mã và phiên mã ở cấp độ tế bào trở nên thuận lợi hơn khi nghiên cứu trên loại nhiễm sắc thể đa sợi này.[9]